# Aruana
Genre
Synonymes
- Lyssorthrus Roewer, 1938

Aruana est un genre d'araignées aranéomorphes de la famille des Salticidae.

## Distribution
Les espèces de ce genre se rencontrent aux îles Aru et en Nouvelle-Guinée.

## Liste des espèces
Selon World Spider Catalog (version 18.0, 08/03/2017) :
- Aruana silvicola Strand, 1911
- Aruana vanstraeleni (Roewer, 1938)

## Publication originale
- Strand, 1911 : Araneae von den Aru- und Kei-Inseln. Abhandlungen der senckenbergischen naturforschenden Gesellschaft, vol. 34, p. 127-199 (texte intégral).